# Gueorgui Danielia
Gueorgui Danielia (en géorgien : გიორგი დანელია ; en russe : Георгий Данелия), né le 25 août 1930 à Tbilissi (aujourd'hui en Géorgie) et mort le 4 avril 2019 à Moscou (Russie), est un réalisateur et scénariste soviétique puis russe.

## Biographie
Fils de la cinéaste Meri Andjaparidze, neveu du réalisateur Mikhaïl Tchiaoureli et cousin de l'actrice Sofiko Tchiaoureli, Gueorgui Danielia étudie la mise en scène aux Cours supérieurs de réalisation des studios Mosfilm.
Il obtient un diplôme de fin d'études avec un court métrage intitulé Ce sont aussi des êtres humains, inspiré d'un extrait de Guerre et Paix de Léon Tolstoï (1959). Toujours avec Igor Talankine, il réalise, l'année suivante, son premier long métrage, Serioja, qui est couronné de nombreux prix. Bénéficiant du contexte politique de l'époque, Je m'balade dans Moscou rallie les suffrages publics grâce à une description alerte et impressionniste de la vie moscovite. Son film suivant, Trente-trois, « dessinera plus nettement son profil : celle d'un poète ironique, voire satirique, analyste lucide de la psychologie sociale de ses contemporains. ». Mais ces qualités ne seront pas forcément appréciées des autorités qui refuseront de distribuer ce film. Afonia (1975), Mimino (1977), Le Marathon d'automne, Grand prix du festival du film d'humour de Chamrousse en 1979, continueront d'exploiter cette veine avec beaucoup de réussite. Il est l'auteur d'un film culte en Russie, Kin-dza-dza! (1986).
Il meurt le 4 avril 2019 à Moscou. Le président russe Vladimir Poutine a exprimé ses condoléances à ses proches dans un communiqué spécial.
Il est inhumé au cimetière de Novodevitchi.

## Prix et distinctions
- 1960 : Globe de cristal du Festival de Karlovy Vary pour Serioja
- 1979 : prix FIPRESCI de la Mostra de Venise pour Marathon d’automne
- 1979 : Coquille d'or pour Marathon d’automne
- 1980 : grand prix du Festival panrusse du cinéma pour Marathon d’automne
- 1997 : Ostap d'or dans la catégorie Légende.
- 1990, 2008, 2014 : Nika

## Filmographie

### Comme réalisateur
- 1959 : Ce sont aussi des hommes (Toje lioudi), court métrage, coréalisateur Igor Talankine
- 1960 : Serioja, coréalisateur Igor Talankine
- 1962 : Le Chemin vers le quai (Pout k pritchalou)
- 1963 : Je m'balade dans Moscou (Ya chagayou po Moskve)
- 1965 : Trente-trois (Tridtsat tri/Nienaoutchnaïa fantastika)
- 1969 : Ne sois pas triste (Ne goryuy!)
- 1972 : Le Garçon perdu (Sovsiem propachtchiy)
- 1975 : Afonia (Afonya)
- 1977 : Mimino
- 1979 : Le Marathon d'automne (Osenniy marafon)
- 1982 : Les larmes coulaient (Sliozy kapali)
- 1986 : Kin-dza-dza![3]
- 1990 : Pasport (Pasport)
- 1993 : Nastia
- 1995 : Pile et Face (Oriol i rechka)
- 2000 : Fortuna
- 2013 : Ku! Kin-dza-dza

### Comme scénariste
- 1960 : Serioja
- 1965 : Trente-trois (Тридцать три)
- 1971 : Les Gentilshommes de la chance
- 1977 : Mimino
- 1982 : Sliozy kapali
- 1986 : Kin-dza-dza!
- 1988 : Le Français (Frantsouz)
- 1990 : Pasport
- 1993 : Nastia
- 1995 : Pile ou face  (Oriol i rechka)
- 2000 : Fortuna

### Comme acteur
- 1942 : Giorgi Saakadze   (Георгий Саакадзе) : garçon paysan
- 1951 : L'Inoubliable 1919 (Незабываемый 1919 год) : guitariste
- 1955 : The Mexican (Мексиканец) : homme avec une guitare
- 1963 : Je m'balade dans Moscou  (Я шагаю по Москве) : cireur de chaussures
- 1969 : Ne sois pas  triste (Не горюй!) : officier de gare
- 1971 : Les Gentilshommes de la chance (Джентльмены удачи) : passant
- 1977 : Mimino (Мимино) : commandant de l'équipage de l'avion « Tbilissi — Moscou »
- 1979 : Le Marathon d'automne (Осенний марафон) : Otto Skorzeny
- 1982 : Les larmes coulaient (Слёзы капали) : un passager dans le tram
- 1986 : Kin-dza-dza! (Кин-дза-дза!) : Abradox, dirigeant de la planète Alpha
- 1990 : Pasport  (Паспорт) : arabe sur un âne
- 1993 : Nastia (Настя) : travailleur culturel
- 1995 : Heads and Tails (en) (Орёл и решка) : ingénieur concepteur
- 2000 : Fortuna (it)  (Фортуна) : cheville ouvrière
- 2006 : Carnival Night 2 (ru)  (Карнавальная ночь-2, или 50 лет спустя) (caméo)
- 2013 : Ku! Kin-dza-dza (Ку! Кин-дза-дза) :  Camomile / Diogenes (voix)